# Momphidae
Famille
Les Momphidae sont une famille de papillons de petites tailles dont les ailes sont repliées sur le corps au repos. Les chenilles sont des mineuses de feuilles, de graines ou de tiges.

## Systématique
La famille des Momphidae a été créée en 1857 par l'entomologiste allemand Gottlieb August Wilhelm Herrich-Schäffer (1799-1874).
Pour certains auteurs, cette famille n'existe pas et n'est simplement qu'une sous-famille des Coleophoridae.

## Description
Les espèces de cette famille présentent une envergure ne dépassant pas les 21 mm.

## Liste des genres
Selon BioLib (7 novembre 2021) :
- genre Anchimompha Clarke, 1965
- genre Mompha Hübner, 1825
- genre Palaeomystella T.B. Fletcher, 1940
- genre Synallagma Busck, 1907
- genre Zapyrastra Meyrick, 1889